# 99 центів
«99 центів. Диптих» — дві фотографії, створені Андреасом Гурскі в 1999 році. Іноді їх називають «99 центів. 1999». На фотографіях зображений інтер'єр одного з магазинів формату 99 Cent. На фотографіях зменшена перспектива і використано кольоровий хромогенний друк. Розмір фотографії — 2,07 × 3,37 м. Станом на 2017 рік фотографії займають 6 місце в списку найдорожчих знімків в світі.

## Вартість
Фотографії є одними з найдорожчих фотографій в світі. 7 лютого 2007 року на аукціоні «Сотбіс» вони були продані за 3,346 млн доларів США українському бізнесменові Віктору Пінчуку. У травні 2006 року на іншому аукціоні в Нью-Йорку перша фотографія була продана за 2,25 млн доларів, а через півроку друга фотографія була продана Галереї Нью-Йорка за 2,48 млн доларів